# Emilie Bouwman
Emilie Bouwman (Haarlem, 12 november 1943) is een Nederlandse modeontwerper en ondernemer en voormalig fotomodel.
Meer dan twintig jaar lang figureerde zij als de reclamekarakter Frau Antje, die populariteit verwierf in Duitsland. In Nederland stond zij meer bekend vanwege haar werk in de mode-industrie.
Bouwman studeerde kunstgeschiedenis aan de Universiteit van Montpellier en mode aan de Vogue Studio in Amsterdam. Ze werd in 1963 Frau Antje en bleef dat bijna twintig jaar. Toen het Nederlands Bureau voor Melkproducten in 1974 via een prijsvraag annex reclamestunt een opvolgster zocht, ging de rol naar Ellen Soeters. In jaren '80 nam ze de rol weer over van Soeters.
In 1989 richtte ze een eigen modellenbureau op waarvan ze nog steeds eigenaar is en modeshows organiseert onder meer met bekende Nederlandse ontwerpers zoals Frank Govers en Edgar Vos.

## Playboy en cocaïneschandaal
In 1984 ging Ellen Soeters voor de Duitse Playboy uit de kleren. Zowel de Playboy als Bild plaatsten een naaktfoto van Soeters met daarnaast een foto van Emilie Bouwman als Frau Antje. Bild kopte met grote letters ‘Frau Antje in de gevangenis: cocaïne’. Hoewel later bleek dat het verhaal van de cocaïnesmokkel niet klopte, besloot Bouwman te stoppen met het werk als Frau Antje. Toch was alle negatieve publiciteit niet slecht voor de export, integendeel: het jaar 1984 werd een topjaar.